# Timothy Broglio
 (novembre 2024).
Le contenu est difficilement compréhensible vu les erreurs de traduction, qui sont peut-être dues à l'utilisation d'un logiciel de traduction automatique.
Timothy Paul Andrew Broglio, né le 22 décembre 1951, est un prélat catholique américain, archevêque aux Forces armées des États-Unis depuis 2008 et président de la Conférence des évêques catholiques des États-Unis depuis 2022. Broglio est auparavant nonce apostolique en République dominicaine (en) et délégué apostolique à Porto Rico (en) de 2001 à 2008.
Broglio a attiré l'attention pour ses opinions concernant le personnel LGBT servant dans l'armée américaine ainsi que l'homosexualité en tant que cause fondamentale des abus sexuels sur mineurs dans l'Église catholique aux États-Unis.

## Enfance et études
Timothy Broglio naît le 22 décembre 1951 à Cleveland Heights, dans l'État de l'Ohio, aux États-Unis et étudie au lycée Saint-Ignace. Après avoir obtenu son baccalauréat, il étudie au Boston College où il obtient son Bachelor of Arts en humanités classiques.
Après avoir reçu son diplôme, Broglio entre à l'université pontificale grégorienne, obtenant un baccalauréat canonique de théologie et réside au collège pontifical nord-américain.

## Prêtrise
Timothy Broglio est ordonné prêtre pour le diocèse de Cleveland par le cardinal Sergio Pignedoli le 19 mai 1977. Il est ensuite prêtre adjoint à la paroisse Sainte-Marguerite-Marie, à South Euclid, faisant plus tard remarquer que cette affectation avait été « les deux meilleures années de [sa] vie ».
Retournant à Rome en 1979, il étudie à l'Académie pontificale ecclésiastique et en est diplômé en 1983. Il reçoit également son doctorat en droit canonique de l'université pontificale grégorienne, et rejoint le corps diplomatique du Vatican. Après avoir été secrétaire pour les nonciatures en Côte d'Ivoire ainsi qu'au Paraguay (en), il travaille à la Secrétairerie d'État en tant que chargé de mission pour l'Amérique centrale. Il est ensuite secrétaire personnel du secrétaire d'État Angelo Sodano.

### Nonce et délégué apostolique

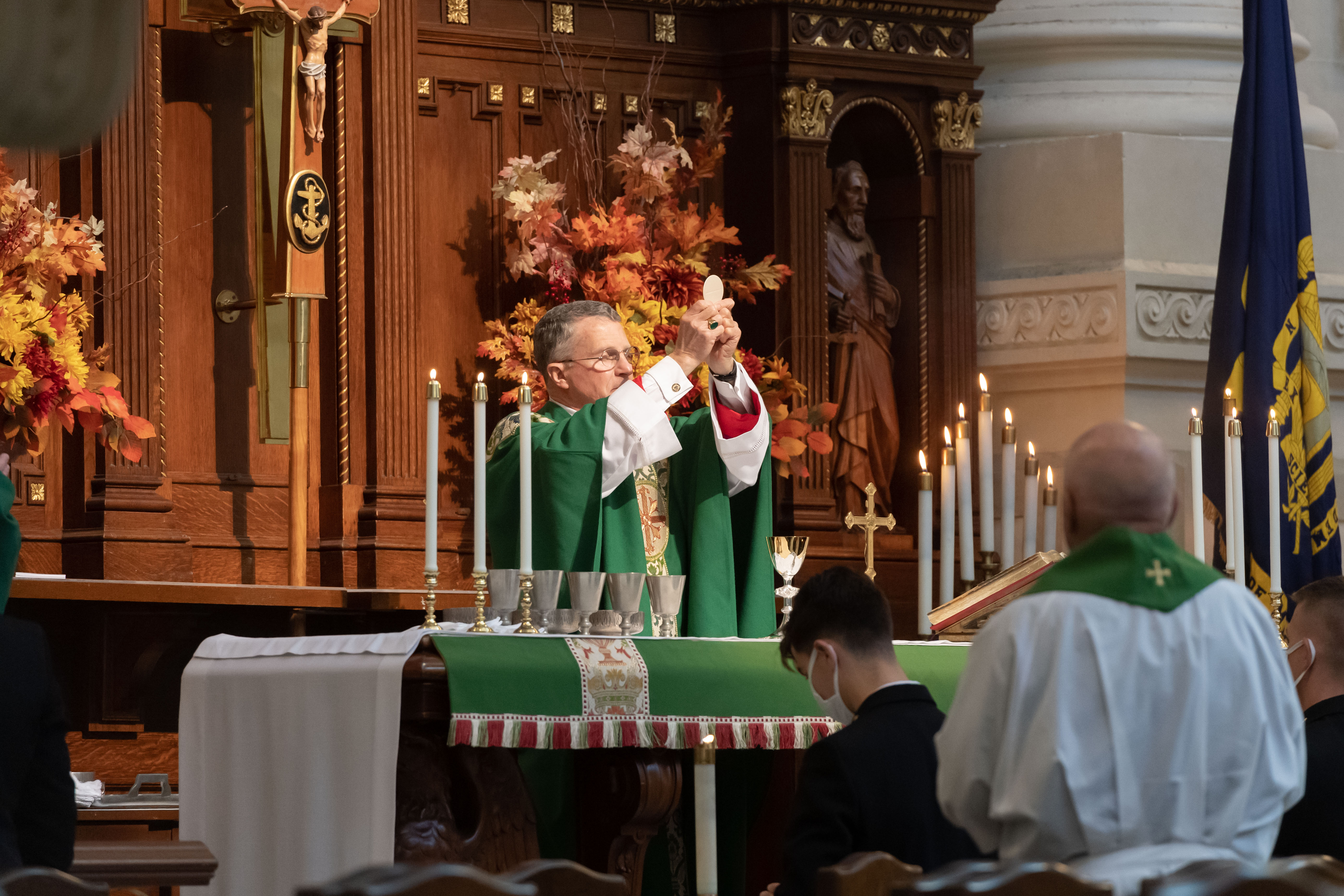
Broglio célébrant la messe à la chapelle de l'Académie navale d'Annapolis pendant la pandémie de Covid-19 en octobre 2020

Le 27 février 2001, Timothy Broglio est nommé nonce apostolique en République dominicaine (en), ainsi que délégué apostolique à Porto Rico (en), et archevêque titulaire de Amiternum (de). Il reçoit son ordination épiscopale le 19 mars 2001 de Jean-Paul II, accompagné de Angelo Sodano et Giovanni Battista Re. Sa consécration, ainsi que les jours la précédant, furent enregistrés et utilisés par National Geographic au sein de leur documentaire "Inside the Vatican." 

### Archevêque aux Forces armées des États-Unis
Benoît XVI nomme Timothy Broglio à la tête de l'archidiocèse aux Forces armées des États-Unis le 19 novembre 2007. Il est installé à la basilique de l'Immaculée-Conception de Washington le 25 janvier 2008. Au cours de son mandat, il exprime son opposition au mandat contraceptif de l'Obamacare, ainsi qu'à l'abrogation de Don't ask, don't tell, et manifeste son soutien à l'interdiction faite aux personnes transgenres de servir dans l'armée américaine par la première présidence de Donald Trump en 2017.

### Président de la Conférence des évêques catholiques des États-Unis
Le 15 novembre 2022, à la fin de l'assemblée plénière de la Conférence des évêques catholiques des États-Unis, il est élu président de la Conférence des évêques catholiques des États-Unis.
Hormis son anglais natif, Broglio parle couramment italien, espagnol, et français, et est membre du conseil d'administration de l'université catholique internationale (en).

## Points de vue

### Exemptions de vaccination contre la COVID-19
En octobre 2021, Broglia fait une déclaration soutenant l'octroi par l'armée d'exemptions aux obligations de vaccination contre la COVID-19 sur la base des objections des militaires fondées sur leur conscience.

### Personnel LGBT dans l'armée
Broglio s'oppose à l'abrogation de la politique Don't ask, don't tell de 1993 à 2011, qui réglementait le service du personnel LGBT au sein de l'armée américaine. En 2013, M. Broglio s'est opposé à ce que le Pentagone accorde les mêmes avantages aux couples mariés de même sexe qu'aux autres couples mariés. Il soutint aussi l'interdiction par l'administration Trump aux personnes transgenres de servir dans l'armée.

### Scandale des abus sexuels
En réponse à la lettre d'une épouse militaire se plaignant d'une homélie délivrée au sein d'un service de base, Broglio a écrit :
There is no question that the crisis of sexual abuse by priests in the USA is directly related to homosexuality. [Ninety percent] of those abused were boys aged 12 and over. That is no longer pedophilia. (« Il ne fait aucun doute que la crise des abus sexuels commis par des prêtres aux États-Unis est directement liée à l'homosexualité. [Quatre-vingt-dix pour cent] des personnes abusées étaient des garçons âgés de 12 ans et plus. Il ne s'agit plus de pédophilie. »)

## Succession apostolique
Timothy Broglio a ordonné les évêques suivants :
- Évêque Frank Richard Spencer (en) (2010)
- Évêque Neal Buckon (en) (2011)
- Évêque Robert J. Coyle (2013)
- Évêque William Muhm (en) (2019)
- Évêque Joseph L. Coffey (en) (2019)

## Distinctions
- Aumônier grand-croix de mérite de l'Ordre sacré et militaire constantinien de Saint-Georges[10]
- Chevalier grand officier de l'Ordre équestre du Saint-Sépulcre

## Voir également
- Hiérarchie dans l'Église catholique
- Église catholique aux États-Unis